# 9-й королівський уланський полк (Велика Британія)
9-ті Її Величності королівські улани (англ. 9th Queen's Royal Lancers) — кавалерійський полк Британської армії сформований у 1715 році як драгунський. У 1783 році переформований в легкий драгунський, а у 1816 році — в уланський. У 1960 році об'єднаний з 12-ми уланами у 9-ті/12-ті королівські улани.